# Valle dei Ratti

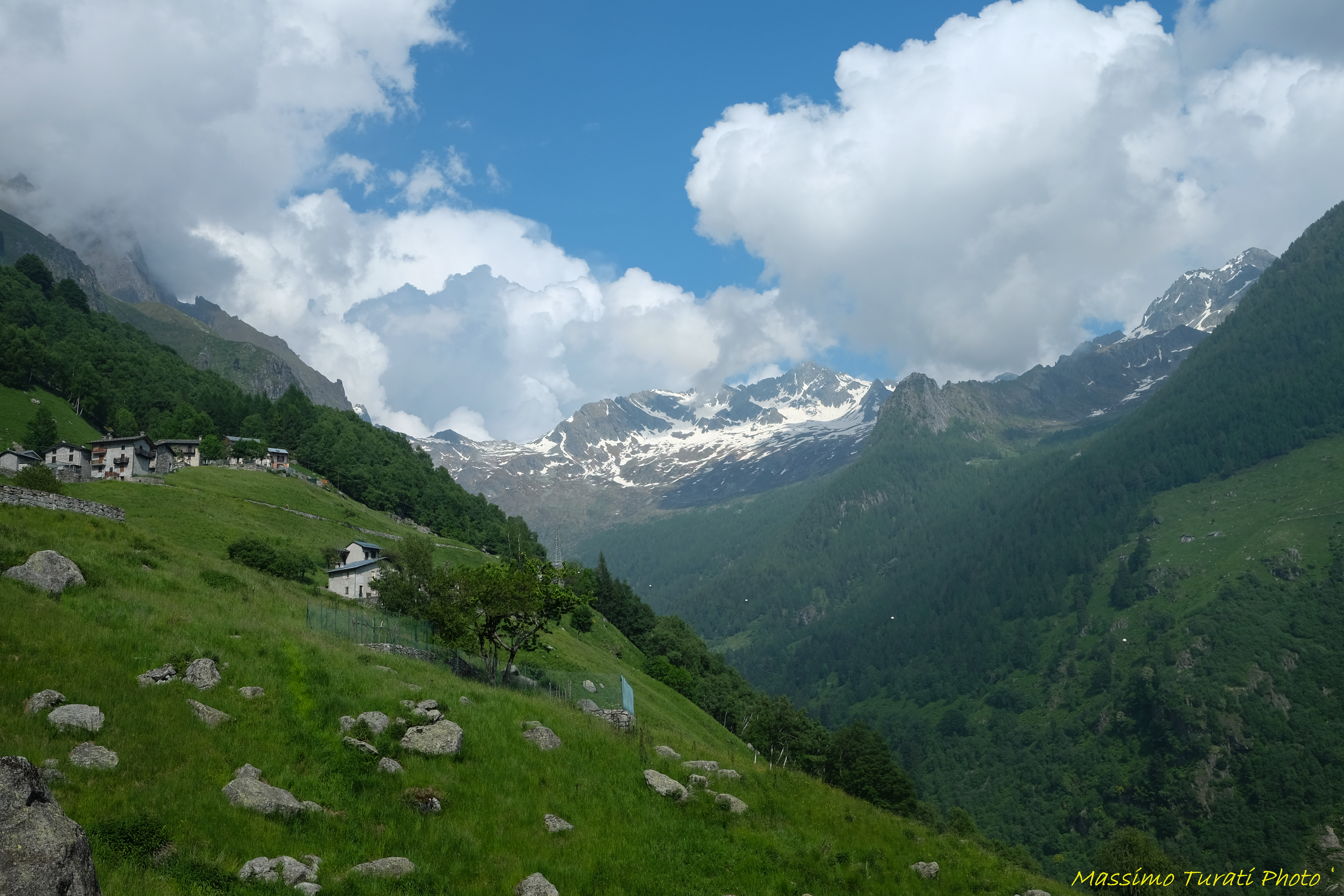
Valle dei Ratti: Frasnedo e Cime di Gaiazzo

La Valle dei Ratti (o Val dei Ratti) è una valle collocata in provincia di Sondrio, il cui territorio appartiene ai comuni di Verceia e di Novate Mezzola.

## Descrizione
Si apre a oriente del lago di Mezzola, con una soglia sospesa che s'alza quasi 700 metri sopra il fondovalle. È la prima valle laterale della Valchiavenna in sinistra orografica. Il suo nome deriva dal torrente Ratti, che la percorre con un corso di oltre 10 km.
Il centro principale della valle è il paese di Frasnedo (1.287 m), tuttora raggiungibile solo a piedi.
Il territorio della Valle dei Ratti è stato dichiarato sito di importanza comunitaria con codice SIC.
Ospita la Diga di Moledana e parte del percorso del Tracciolino.

### Orografia
I monti principali che contornano la valle appartengono alle Alpi Retiche occidentali e sono:
- Pizzo Ligoncio - 3.038 m
- Monte Spluga - 2.967 m
- Pizzo della Vedretta - 2.925 m
- Cime di Gavazzo - 2.920 m
- Pizzo Ratti - 2.907 m
- Punta Magnaghi - 2.871 m
- Sasso Manduino - 2.888 m
- Cima del Desenigo - 2.845 m
- Cima di Malvedello - 2.640 m
- Monte Sciesa - 2.487 m
- Monte Bassetta - 2.143 m

### Passi

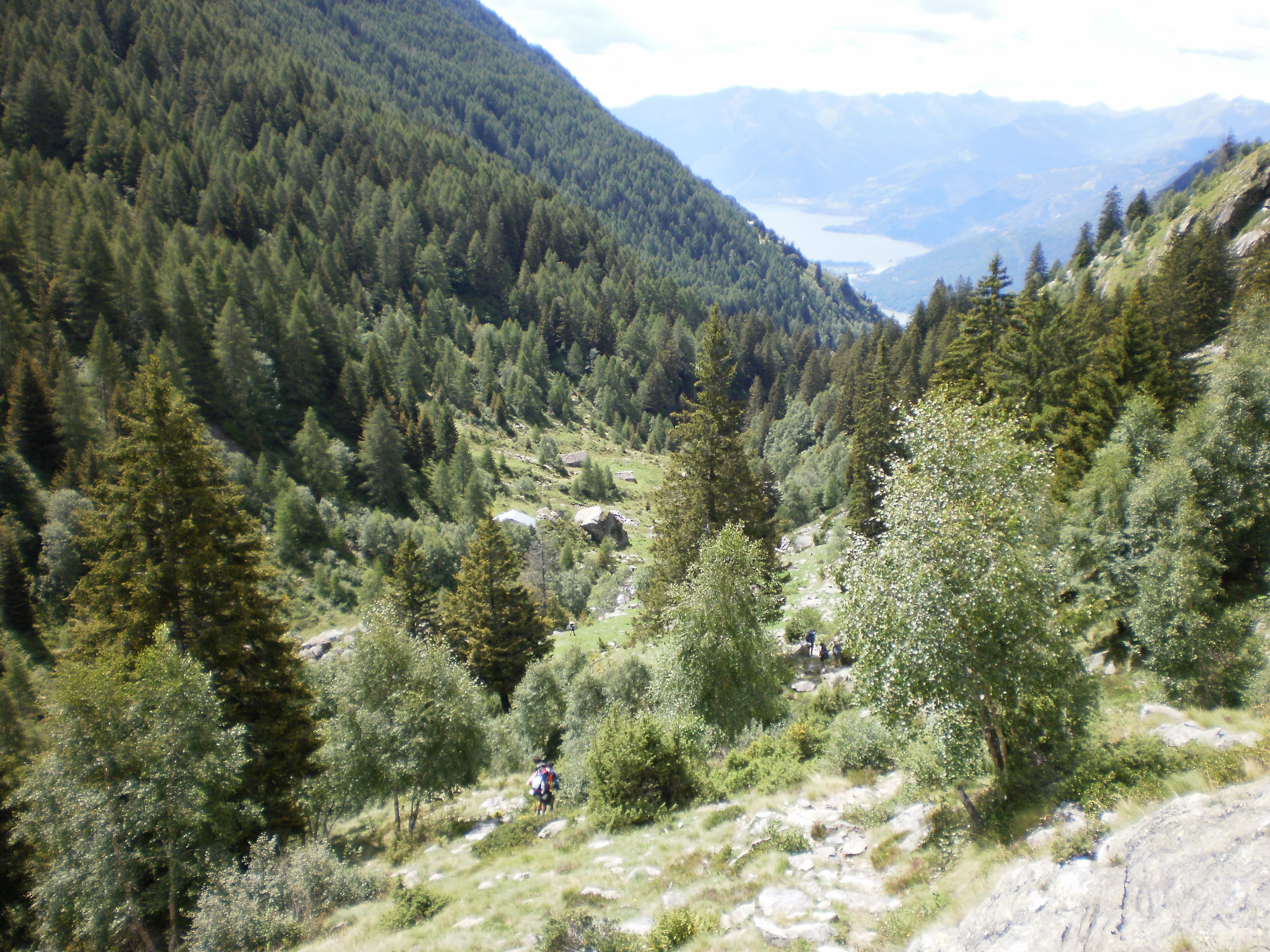
Altra visuale della valle. Sullo sfondo il lago di Mezzola.

I valichi che collegano la valle con quelle vicine sono:
- Passo della Vedretta Meridionale - 2.840 m
- Passo della Porta - 2.820 m
- Passo del Colino - 2.630 m
- Passo del Locino - 2.574 m
- Bocchetta di Spluga - 2.526 m
- Passo di Primalpia - 2.476 m
- Passo della Piana - 2.052 m

## Rifugi
Per facilitare l'escursionismo in valle sono presenti alcuni rifugi e bivacchi:
- Rifugio Volta - 2.212 m
- Bivacco Primalpia - 1.980 m
- Rifugio Frasnedo - 1.287 m